# 費爾法克斯 (特拉華州)
費爾法克斯（英語：Fairfax）是位於美國特拉華州紐卡斯爾縣的一個非建制地區。該地的面積和人口皆未知。

## 地理
費爾法克斯的座標為39°47′11″N 75°32′36″W / 39.78639°N 75.54333°W，而該地的平均海拔高度為101米（即331英尺）。